# Cyclocardia umnaka
Cyclocardia umnaka är en musselart som först beskrevs av Willett 1932.  Cyclocardia umnaka ingår i släktet Cyclocardia och familjen Carditidae. Inga underarter finns listade i Catalogue of Life.